# Cynorkis subtilis
Cynorkis subtilis är en orkidéart som beskrevs av Jean Marie Bosser. Cynorkis subtilis ingår i släktet Cynorkis, och familjen orkidéer. Inga underarter finns listade i Catalogue of Life.